# Aspergillus fumigatus

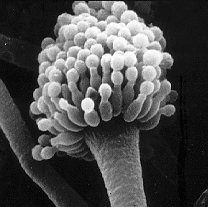
Konidienträger von Aspergillus fumigatus

Aspergillus fumigatus ist ein Schimmelpilz aus der Gattung der Gießkannenschimmel (Aspergillus) in der Familie der Aspergillaceae. Der Name stammt von lat. fumus, der Rauch und entstammt der rauchgrünen Farbe des Pilzes, die von einem Pigment in den Sporen verursacht wird.

## Beschreibung
Aspergillus fumigatus wächst in samtenen, tief gefalteten oder stark flockigen Kolonien. Die Konidiophore sind kurz, glatt und bis zu 300 Mikrometer (in Extremfällen bis 500 µm) hoch. Sie durchmessen 5 bis 8 Mikrometer und verfärben sich zum Vesikel hin zunehmend grünlich. Die Stiele öffnen sich dann in 20 bis 30 Mikrometer durchmessende Vesikel, von selber Farbe wie die Konidiophore. Diese sind in der Regel nur in der oberen Hälfte fruchtbar.
Die Sterigmata stehen in einer einzelnen, gedrängten Reihe und messen 6–8 × 2–3 µm. Sie sind auch grünlich eingefärbt und stehen mehr oder minder achsparallel zum Stiel. Die Konidien sind kugelig oder fast kugelig mit unregelmäßiger Oberfläche. Sie durchmessen im Mittel 2,5–3,0 µm.

## Lebenszyklus
Das Leben eines Aspergillus fumigatus beginnt als Konidie. Die Konidien sind für Schimmelpilzsporen extrem klein und sehr widerstandsfähig gegenüber höheren Temperaturen, Austrocknung oder Desinfektionsmitteln. Sind ausreichend Wasser und Nährstoffe in der Umgebung vorhanden, kommt es zur Keimung der Sporen und zu Bildungen von einzelnen Hyphen. Schrittweise verzweigen sich die Hyphen immer mehr, bis sich schließlich ein Hyphengeflecht bildet, welches auch als Myzel bezeichnet wird. An der Oberfläche des Myzels bilden sich einzelne Konidiophoren aus, spezielle tonnenförmige Köpfchen, deren Aufgabe die Produktion von neuen Sporen ist. Pro Konidiophore werden 10.000 neue Sporen gebildet und durch Luftverwirbelungen im Raum verteilt.
Aspergillus fumigatus gehört zu den Fungi imperfecti, das heißt, dass nur die Anamorphe bekannt ist, die sich asexuell fortpflanzt. Die Teleomorphe ist bis dato unbekannt oder existiert nicht. Die Konidien enthalten einen einzelnen haploiden Zellkern. Seit 2005 weisen neue wissenschaftliche Erkenntnisse nun doch auf sexuelle Vermehrung bei Aspergillus fumigatus hin: Durch Sequenzierung und Analyse des Aspergillus-fumigatus-Genoms wurden Gene entdeckt, die speziell für sexuelle Vermehrung notwendig sind.

## Verbreitung
Aspergillus fumigatus ist kosmopolitisch verbreitet. Er gehört zu den verbreitetsten Spezies auf der Erde überhaupt, der Pilz findet sich von der Antarktis bis zur Sahara praktisch überall.
Eine Langzeitstudie von 1963 bis 1991 in Cardiff maß im Mittel eine Konidienkonzentration zwischen 45 und 110 Sporen pro Kubikmeter Luft. Die gemessene Maximalkonzentration lag bei über 100.000 Sporen in einem Kubikmeter. Dabei ist die Konzentration im Sommer niedriger als im Winter.
Aspergillus fumigatus ist ein sogenannter saprophytischer Pilz, der mit seinem versatilen Metabolismus eine Vielzahl von Stoffen zersetzt. Er findet sich vor allem auf verwesenden Pflanzenteilen. Die Art ist sehr thermotolerant und kann bei Temperaturen bis 48 °C leben.
Die WHO hat Aspergillus fumigatus auf ihrer im Oktober 2022 erstmals veröffentlichten Liste der gesundheitsgefährdenden Pilzspezies (FPPL – Fungal Priority Pathogens List) in die höchste Kategorie 'kritisch' eingeordnet.

## Aspergillus fumigatus als Krankheitserreger
Aspergillus fumigatus produziert verschiedene Mykotoxine, vor allem Fumagillin, Fumitremorgine, Gliotoxin und Sphingofungine. Obwohl die Art regelmäßig Saaten befällt und so von Mensch und Tier konsumiert wird, sind Vergiftungserscheinungen entweder nicht bekannt oder schlecht erforscht.
Aspergillus fumigatus gehört zu den humanpathogenen Pilzen und kann drei verschiedene Gruppen von Krankheiten auslösen:
1. Allergien:
  - Hier wird vor allem ein Asthma bronchiale als leichte Form oder auch eine bronchopulmonale Aspergillose, die sogenannte Farmerlunge (farmer’s lung) ausgelöst.
2. Infektionen bei Menschen ohne Immunsuppression:
  - Vor allem Menschen mit Lungenkavernen aus vorhergegangenen Erkrankungen, aber auch gesunde Patienten können an einem Aspergillom erkranken, einem Pilzball, der sich in der Lunge einnistet.
3. Infektionen bei immunsupprimierten Patienten:
  - Bei immunsupprimierten Patienten, vor allem nach Knochenmarkstransplantation und bei AIDS-Patienten kann es zur invasiven Aspergillose kommen. Die invasive Aspergillose ist eine gefährliche Infektion mit einer hohen Letalität im Bereich zwischen 50 und 95 %. Hierbei werden die eingeatmeten Sporen aufgrund der bestehenden Immunschwäche nicht abgetötet und keimen aus. In der Lunge bilden sich folglich Hyphen und anschließend Myzel aus, die schließlich über die Blutbahn im gesamten Körper streuen. Besonders gefährlich wird die Erkrankung, wenn der Pilz dabei das zentrale Nervensystem erreicht. Man spricht dann von zerebraler Aspergillose, diese Komplikation verläuft meist tödlich.

Aspergillus fumigatus ist auch für Tiere krankheitsauslösend. Am häufigsten sind Vögel (→ Aspergillose der Vögel) und Hunde (→ Sinunasale Aspergillose) betroffen.